# You Let Me Walk Alone
You Let Me Walk Alone é uma canção do cantor alemão Michael Schulte. Esta canção representará a Alemanha no Festival Eurovisão da Canção 2018.

## Faixas
| Descarga digital |                         |         |  |
| N.º              | Título                  | Duração |  |
| 1.               | "You Let Me Walk Alone" | 2:57    |  |

## Lista de posições
| Lista (2018)                        | Melhor posição |
| ----------------------------------- | -------------- |
| Alemanha (GfK Entertainment Charts) | 3              |

## Lançamento
| País  | Data                    | Formato          | Editora |
| ----- | ----------------------- | ---------------- | ------- |
| Mundo | 20 de fevereiro de 2018 | Descarga digital | Very Us |